# سارانا (دولوگو)
سارانا شهری در شهرستان دولوگو در استان بازگا در بورکینافاسوی مرکزی است و جمعیت آن ۵۸۷ نفر است.